# Сен-Пьервиль (кантон)
Сен-Пьерви́ль (фр. Saint-Pierreville) — кантон во Франции, находится в регионе Рона — Альпы, департамент Ардеш. Входит в состав округа Прива.
Код INSEE кантона — 0820. Всего в кантон Сен-Пьервиль входит 9 коммун, из них главной коммуной является Сен-Пьервиль.

## Коммуны кантона

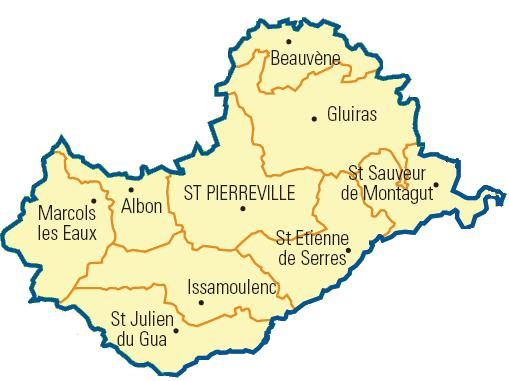
Карта кантона

| Коммуна              | Население, чел. (2006) | Почтовый индекс | Код INSEE |
| -------------------- | ---------------------- | --------------- | --------- |
| Альбон-д’Ардеш       | 165                    | 07190           | 07006     |
| Бовен                | 220                    | 07190           | 07030     |
| Глюира               | 349                    | 07190           | 07096     |
| Иссамуленк           | 96                     | 07190           | 07104     |
| Марколь-лез-О        | 301                    | 07190           | 07149     |
| Сен-Жюльен-дю-Гюа    | 174                    | 07190           | 07253     |
| Сен-Пьервиль         | 504                    | 07190           | 07286     |
| Сен-Совёр-де-Монтагю | 1 248                  | 07190           | 07295     |
| Сент-Этьен-де-Сер    | 172                    | 07190           | 07233     |

## Население
Население кантона на 2006 год составляло 3 238 человек.
| 1962  | 1968  | 1975  | 1982  | 1990  | 1999  | 2006  | 2007 | 2008 |
| ----- | ----- | ----- | ----- | ----- | ----- | ----- | ---- | ---- |
| 4 127 | 4 760 | 4 114 | 3 602 | 3 483 | 3 229 | 3 238 | —    | —    |